# Punkt kostnienia
Punkt kostnienia (łac. punctum ossificationis) – w anatomii: obserwowalny makroskopowo nieprzezroczysty i zmętniały punkt w obrębie tkanki łącznej, w którym osteoblasty rozpoczynają wytwarzanie kości. Z punktu kostnienia rozchodzą się, zwykle promieniście, beleczki kostne.